# 格奥尔基·珀尔万
格奥尔基·珀尔万（羅馬尼亞語：Gheorghe Pîrvan，1976年1月29日—），罗马尼亚男子赛艇运动员。他曾代表罗马尼亚参加世界赛艇锦标赛，获得一枚金牌和一枚铜牌。他也曾参加2000年夏季奥运会。